# Héctor (2004)
Héctor is een Spaanse film uit 2004, geregisseerd door Gracia Querejeta.

## Verhaal
Nadat hij zijn moeder op 16-jarige leeftijd verliest, trekt Héctor in bij zijn tante en haar gezin, die in een flat in een buitenwijk van Madrid wonen. Het blijkt een uitdaging om te gaan met deze nieuwe realiteit.

## Rolverdeling
| Acteur                 | Personage |
| ---------------------- | --------- |
| Adriana Ozores         | Tere      |
| Nilo Zimmerman         | Héctor    |
| Joaquín Climent        | Juan      |
| Unax Ugalde            | Gorilo    |
| Núria Gago             | Fany      |
| Pepo Oliva             | Tomás     |
| José Luis García Pérez | Ángel     |
| Damián Alcázar         | Martín    |

## Ontvangst

### Prijzen en nominaties
Een selectie:
| Jaar | Evenement                      | Categorie                | Genomineerde       | Resultaat   |
| ---- | ------------------------------ | ------------------------ | ------------------ | ----------- |
| 2005 | Premios Goya (19de uitreiking) | Beste mannelijke bijrol  | Unax Ugalde        | Genomineerd |
| 2005 | Premios Goya (19de uitreiking) | Beste debuterend acteur  | Nilo Mur           | Genomineerd |
| 2005 | Premios Goya (19de uitreiking) | Beste debuterend actrice | Núria Gago         | Genomineerd |
| 2005 | Premios Goya (19de uitreiking) | Beste filmmuziek         | Ángel Illarramendi | Genomineerd |